# Stille nacht (André Rieu)
Stille nacht is een kerstalbum van André Rieu uit 1997. Het kwam uit in Nederland en België en stond in beide landen zes weken in de Album Top 100, met als hoogste notering nummer 18  en 23. Het internationale succes van dit en drie andere albums leverde Rieu in 1997 de Conamus Exportprijs op.

## Nummers
| Nummer | naam, componist                   | duur |
| ------ | --------------------------------- | ---- |
| 1.     | U zij de glorie                   | 2:19 |
| 2.     | Vom Himmel hoch da komm' ich her  | 3:59 |
| 3.     | Ave Maria                         | 2:49 |
| 4.     | Transeamus                        | 2:32 |
| 5.     | Leise rieselt der Schnee          | 3:28 |
| 6.     | 's Avonds als ik slapen ga        | 3:16 |
| 7.     | Sleigh ride                       | 2:54 |
| 8.     | White Christmas                   | 2:38 |
| 9.     | Er is een roos ontsprongen        | 2:36 |
| 10.    | Wiegelied                         | 4:14 |
| 11.    | Mille cherubini in coro           | 2:58 |
| 12.    | Jingle bells                      | 2:17 |
| 13.    | Winter (uit De vier jaargetijden) | 2:08 |
| 14.    | O dennenboom                      | 6:19 |
| 15.    | Alle jaren weder                  | 4:41 |
| 16.    | Caro mio ben                      | 3:54 |
| 17.    | Komt kind'ren, komt nader         | 2:40 |
| 18.    | Pastorale (uit het Kerstconcert)  | 3:54 |
| 19.    | The holy city                     | 4:59 |
| 20.    | Stille nacht                      | 3:43 |